# Casa al passeig del Canadell, 1
La Casa al passeig del Canadell, 1 és una obra modernista de Palafrugell (Baix Empordà) protegida com a Bé Cultural d'Interès Local.

## Descripció
Casa de planta baixa i pis, de tres crugies, amb la porta i un balcó a les crugies centrals. La resta d'obertures són finestres. Té un pati davanter, com la resta de cases del Canadell. És una casa de tipologia tradicional de finals del segle xix que presenta una decoració potser una mica posterior de ceràmica policroma sobre les obertures i a mode de franges al nivell del forjat del pis i sota el ràfec, així com una reixa de balcó de ferro forjat, que són d'estil modernista.